# Ante Peterlić
Ante Peterlić (Kaštel Novi, 18. svibnja 1936. – Zagreb, 13. srpnja 2007.), hrvatski filmolog i enciklopedist.

## Životopis
Diplomirao je anglistiku i jugoslavistiku na Filozofskom fakultetu u Zagrebu (1959) te studirao na Kazališnoj akademiji (danas Akademija dramske umjetnosti). Bio je asistent režije, a 1969. režirao je, u samostalnoj i nezavisnoj produkciji FAS-a (Filmski autorski studio, Zagreb), dugometražni film Slučajni život, stilski srodan filmovima francuskoga Novog vala.
Od 1959. bavio se filmskom publicistikom, a od 1966. do 2006. predavao teoriju i povijest filma na Odsjeku za komparativnu književnost Filozofskog fakulteta u Zagrebu - od 1984. kao redoviti profesor - te kao honorarni predavač na Akademiji dramske umjetnosti. Prvi je u bivšoj Jugoslaviji doktorirao filmskom temom ("prvi hrvatski, a prije i prvi jugoslavenski filmolog i teoretičar" filma), bio je glavni urednik Filmske enciklopedije LZ Miroslav Krleža (I-II, 1986, 1990) i urednik struke film u Hrvatskoj enciklopediji (I-IX, A-Sk, 1999-2007), utemeljio je sveučilišnu nastavu filmologije u Hrvatskoj ("otac hrvatske filmologije"), bio utemeljitelj i glavni voditelj Škole medijske kulture Hrvatskoga filmskog saveza (sada: Škola medijske kulture "Ante Peterlić"), savjetnik za igrani film pri Ministarstvu kulture, te predsjednik Vijeća za film i kinematografiju. Veliku popularnost stekao je 1980-ih televizijskom obrazovnom serijom Što je film? Bio je jedan od moderatora filmofilske emisije TV Zagreb 3, 2, 1, KRENI! Dobio je nagradu Društva hrvatskih filmskih radnika, godišnju nagradu Bartol Kašić, nagradu Vladimir Vuković Hrvatskog društva filmskih kritičara za životno djelo (1998), nagradu Vladimir Nazor za životno djelo na filmu (1999), Vjesnikovu nagradu Krešo Golik za životno djelo na filmu (2007) i Nagradu grada Zagreba za životno djelo (2007).

### Knjige
- Pojam i struktura filmskog vremena (1976)
- Osnove teorije filma (1977., 1982., 2000., 2001., 2018)
- Ogledi o devet autora (1982)
- Filmska enciklopedija, I-II (glavni urednik i autor koncepcije) (1986-1990)
- Oktavijan Miletić (s Vjekoslavom Majcenom, 2000)
- Studije o 9 filmova (2002)
- Déja-vu: zapisi o prošlosti filma (2005)
- Povijest filma: rano i klasično razdoblje (2008)
- Između riječi i slike (kao posebni broj časopisa Zapis, Hrvatski filmski savez, br. 69, 2010)
- Filmska čitanka (2010)
- Iz povijesti hrvatske filmologije i filma (2012)
- Ogledi - 9 autora, 9 filmova (2018)
- Rani radovi... i još ponešto (2018)

### Važniji članci
- Pretapanja u filmovima Georgea Stevensa (Filmska kultura, 1961, 24-25)
- "Filmska umjetnost", u Enciklopediji Leksikografskog zavoda, II, 1967.
- Dodiri među filmom i književnošću (Umjetnost riječi, 1968, 3) - pretiskano u Između riječi i slike
- Tendencije političkog filma (Filmska kultura, 1969, 68-69)
- Pisana riječ u filmskom djelu (Umjetnosti riječi, 1970, 1-2) - pretiskano u Između riječi i slike
- O filmu detekcije (Književna smotra, 1971, 9)
- O filmskim žanrovima (Prolog, 1975, 22)
- Forme filmske fantastike (Bilten Filmoteke 16, 1977, 3)
- Howard Hawks (Film, 1978, 10-11)
- Ivo Hergešić o filmskoj poetici (15 dana, 1988, 7)
- Pesimističko putovanje Johna Forda (Kinoteka, 1989, 5)
- Nostalgija Johna Forda (Kinoteka, 1989, 6)
- Kušnja i redukcionizam Johna Forda (Kinoteka, 1989, 7-8)
- David Lean, raspršeno blago imperije (Kinoteka, 1991, 29)
- Filmska umjetnost: sedma, nova, mlada? (Hrvatski filmski ljetopis, 1995, 1-2)
- Skica za jednu povijest filma (Treći program Hrvatskog radija, 1995, 48)
- Ogledi iz filmske povijesti (Treći program Hrvatskog radija, 1996, 49-50)
- Martin Scorsese (Umjetnost riječi, 1996, 2-3)
- Klasični holivudski musical (Hrvatski filmski ljetopis, 2000, 22)
- Urota kao žanr (Hrvatski filmski ljetopis, 2001, 25)
- Hrvatski dokumentarni film (Zapis, 2003, 43)   Arhivirana inačica izvorne stranice od 29. rujna 2007. (Wayback Machine)
- H-8... - nekoć i sad (Hrvatski filmski ljetopis, 2005, 44)   Arhivirana inačica izvorne stranice od 10. lipnja 2007. (Wayback Machine)
- Mate Relja - profesija kao životni izbor (Hrvatski filmski ljetopis, 2006, 47)
- Ritam zločina Zorana Tadića - razmišljanja o žanru (Zapis, posebni broj, 2006)   Arhivirana inačica izvorne stranice od 26. rujna 2007. (Wayback Machine)

## Filmografija
- Intima (TV Zagreb, 1965; izgubljen)
- Slučajni život (1969)

## Vanjske poveznice
- Ante Peterlić u Bazi hrvatskog filma  Arhivirana inačica izvorne stranice od 11. lipnja 2007. (Wayback Machine)
- Ante Peterlić na web-stranicama Odsjeka za komparativnu književnost  Arhivirana inačica izvorne stranice od 9. kolovoza 2007. (Wayback Machine)
- Tekstovi Ante Peterlića u Zapisu Hrvatskoga filmskog saveza
- Ante Peterlić u Hrvatskom filmskom ljetopisu
- Slučajni život na web-stranicama Festivala igranog filma u Puli  Arhivirana inačica izvorne stranice od 12. srpnja 2007. (Wayback Machine)
- Posljednji intervju Ante Peterlića (Vijenac, 24. svibnja 2007.)  Arhivirana inačica izvorne stranice od 9. lipnja 2007. (Wayback Machine)
- "Autor kultnih štiva generacijama filmofila" (Dragan Rubeša, Glas Slavonije, 15. srpnja 2007.)
- "Prerani odlazak filmskog ilirca" (Jurica Pavičić, Jutarnji list, 15. srpnja 2007.)